# Роберт Стерлінг Ярд
Ро́берт Сте́рлінг Ярд (англ. Robert Sterling Yard; 1 лютого 1861 — 17 травня 1945) — американський письменник, журналіст і екологічний активіст.
Народився в місті Гейверстро, Нью-Йорк, закінчив Принстонський університет і провів перші двадцять років своєї кар'єри у сфері видавничої та редакторської діяльності. У 1915 році, був найняти на роботу своїм другом Стівеном Мезером, щоб допомогти пропагувати необхідність створення незалежного агентства національних парків. Їхні чисельні публікації були частиною руху, який, у 1916 році, привів до законодавчого забезпечення Служби національних парків. Роберт кілька років був головою Освітнього комітету з питань національних парків, але напруга всередині служби національних парків змусила його зосередитися на неурядових ініціативах. У 1919 він став виконавчим секретарем Асоціації національних парків.
Роберт працював над популяризацією національних парків, а також пояснював американцям про їх використання. Створюючи високі стандарти, базовані на естетичних ідеалах вибору парку, він був проти комерціалізму та індустріалізації того, що він називав «Шедеврами Америки». Згодом ці стандарти стали причиною розладу з його колегами. Роберт Ярд допоміг встановити зв'язок між АНП та Лісовою службою Сполучених Штатів, після чого залучився до охорони диких зон. У 1935 році він став одним із восьми засновників Товариства дикої природи і діяв як його перший президент з 1937 року аж до самої смерті через вісім років. На теперішній час Роберт Стерлінг Ярд вважається важливою фігурою у сучасному екологічному русі.

## Біографія

### Раннє життя і кар'єра
Роберт Стерлінг Ярд народився у Haverstraw, Нью-Йорк у сім'ї Роберта Бойда та Сари Ярд. Після відвідування Інституту Фріхолд у Нью-Джерсі, у 1883 р. він закінчив Принстонський університет. Відомий протягом свого життя як «Боб», він став видатним членом Принстонської асоціації випускників та заснував Принстонську асоціацію випускників Монтклер. У 1895 він одружився з Мері Белль Моффат; у них була одна донька, Маргарет.
Роберт працював журналістом у «New York Sun» та «New York Herald» протягом 1880-х і 1890-х років. Він займався видавничою справою з 1900 року по 1915 рік, як головний редактор у «The Century Magazine», так і редактор у «New York Herald» по неділях. Після редакторства у видавництві «Charles Scribner's Sons», Роберт допоміг створити видавничу фірму Моффат — «Yard and Company», де він займав посаду віце-президента та головного редактора фірми.

### Служба національного парку
У 1915 році Роберт Ярд був запрошений до колумбійського округу Вашингтону, його другом Стівеном Мезером, який почав працювати над національними парками помічником секретаря з питань ландшафту. Роберт і Стівен познайомились під час роботи на «New York Sun» і стали друзями; Роберт був другом нареченого на весіллі Мезера у 1893 році.
Мезер, який хотів, щоб хтось йому допоміг пропагувати необхідність створення незалежного агентства для нагляду за рухом національних парків особисто виплатив зарплату Ярду зі свого незалежного доходу. За останні сорок років (1872—1915) Сполучені Штати затвердили 14 парків та 22 пам'ятники, але не існувало єдиного агентства, яке б забезпечувало єдине управління ресурсами. До того ж, деякі ресурси керувалися політиками, призначених без професійної кваліфікації. Разом Мазер і Ярд провели рекламну кампанію національних парків для Департаменту земельних ресурсів, написавши численні статті, які високо оцінюють мальовничі якості парків та їх можливості для освітніх, надихаючих та рекреаційних благ. Безпрецедентний репортаж преси переконав впливових американців у важливості національних парків і заохотив Конгрес створити незалежне паркове агентство.

Хоча Ярд не був авантюристом, як більшість адвокатів служби національних парків, він відчув зв'язок із цією справою і врешті-решт став особисто інвестувати в її успіх. На конференції Національного парку в березні 1915 р. він заявив: «Я, мандрівник запилених вулиць міста, сміливо заявляю, що у нас з вами спільна спорідненість рівнин, гір і льодовиків.» Він зібрав інформацію про популярні туристичні напрямки Америки, таких як Швейцарія, Франція, Німеччина, Італія та Канада, разом із причинами, чому люди відвідували певні райони; він також збирав фотографії та складав списки тих, хто міг би долучитися до справи охорона природи. Одна з його найвідоміших і пристрасних статей того часу, із назвою «Створення бізнесу з краєвиду», з'явилася в журналі «The Nation's Business» у червні 1916:
Ми хочемо розвитку наших національних парків. Ми хочемо таких доріг і стежок, як у Швейцарії. Ми хочемо готелі всіх цін, від  найнижчих до найвищих. Ми хочемо достатню кількість комфортних громадських таборів, щоб задовольнити всі потреби. Ми хочемо, щоб лоджі та шале були розміщенні через зручні проміжки часу, керуючись мальовничими можливостями всіх наших парків. Ми хочемо найкращого та найдешевшого житла для пішоходів та автомобілістів. Ми хочемо достатнього та зручного транспортування за розумними тарифами. Ми хочемо відповідні приміщення та приладдя для кемпінгу за найнижчими цінами. Ми хочемо хорошої риболовлі. Ми хочемо, щоб життя диких тварин збереглося та розвивалося. Ми хочемо спеціальних засобів для вивчення природи.
Найбільш успішною рекламною ініціативою Ярда за цей час було «National Parks Portfolio» (1916) — колекція з дев'яти памфлетів, які— через фотографії із вкрапленнями тексту, що вихваляв мальовничу велич основних парків країни — з'єднали парки з почуттям національної ідентичності, щоб зробити відвідування важливими для громадян Америки. Ярд і Матер розповсюдили цю публікацію до ретельно відібраного списку видатних американців, включаючи кожного члена Конгресу. Того ж року Ярд написав і опублікував  книгу «Блиск наших національних парків», за яким у 1917 році вийшла схожа книга під назвою «Вершина континенту». Наступна робота, що отримала назву «Весела подорож нашими національними парками» та орієнтована на молодшу аудиторію, стала бестселером.
Публічність та переконання Ярда та Метера призвели до створення Служби національних парків. 25 серпня 1916 р. президент Вудро Вільсон підписав законопроєкт про заснування агентства «збереження краєвидів, природних та історичних об'єктів та дикого життя». Мезер працював його першим директором, починаючи з 1917 року, і хоча він призначив Горація Олбрайта помічником директора, на Ярда він поклав керівництво Комітету з питань освіти національних парків. Складаючись лише з Роберта та секретаря, цей підрозділ Служби національних парків виробляв інформативну рекламу, щоб залучити відвідувачів до парків та розробляв програми для підвищення освітньої цінності їхнього досвіду.
У січні 1917 року Мезер зазнав психічного зриву і мусив взяти тривалу відпустку. Ярд вважав, що його призначать тимчасовим директором СНП. Однак непорозуміння всередині організації завадили йому зайняти цю посаду. Ярд, якого назвали «інтенсивним, урбаністичним і впевненим», був розчарований, коли цю посаду отримала Олбрайт, якій тоді було всього 27 років. Після більш ніж року роботи у відділі освіти Ярд почав дивитись за межі СНП в пошуках підтримки.

### Асоціація національних парків
Ярд вважав, що поки служба національних парків була ефективною як державна установа, вона не здатна просувати бажання звичайного американця. У червні 1918 р. він писав, що рух національних парків має «культивуватися лише організацією людей поза урядом». 29 травня 1919 року для цього офіційно було створено Асоціацію національних парків. Роберта було обрано як виконавчого секретаря. Його обов'язки були практично такими ж, як вони були у СНП—сприяти популяризації національних парків та навчати американців їх використанню. У свої перші роки АНП була засобом існування та пристрастю Ярда: він набирав ключових засновників, збирав гроші та писав різні прес-релізи. Ярд також працював редактором Вісника АНП з 1919 по 1936 рік. В першу чергу Роберт окреслив цілі організації щодо розробки широкої освітньої програми: вони не тільки залучили б студентів, художників та письменників до парків, а й створили б цілісну та раціональну систему під наглядом Конгресу та Паркової служби.
Ярд вважав, що відповідні національні парки повинні бути мальовничо приголомшливими. У своєму томі «Книга національних парків» за 1919 р. Він зазначив, що основною характеристикою майже всіх національних парків є те, що їх пейзажі були сформовані геологічними чи біологічними процесами. Він писав: «Ми не будемо насолоджуватися своїми володіннями найвеличніших пейзажів у світі, поки не усвідомимо, що краєвиди — це написана сторінка Історії Створення, і поки ми не навчимося цю сторінку читати». Стандарти Ярда також наполягали на «повній консервації», що означає уникнення комерціалізму та індустріалізації. Часто називаючи парки «американськими шедеврами», він прагнув захистити їх від такої економічної діяльності, як вирубка лісів та видобуток корисних копалин.
У 1920 р. Конгрес прийняв закон про водну енергетику, який надав ліцензії на розробку проєктів гідроелектростанцій на федеральних землях, включаючи національні парки. Ярд та АНП знову об'єдналися з Стівеном та Службою національних парків, щоб протистояти втручанню у контроль паркової служби. У 1921р. Конгрес прийняв законопроєкт Джонса-Еша, який вніс зміни до закону про водну енергетику, щоб виключити існуючі національні парки з територій для розвитку гідроелектростанцій.

### Товариства дикої природи
У 1930-х роках охоронні цілі Роберта перевищували цілі Служби
національних парків. Відійшовши від національних парків він наполягав на збереженні, як він називав, «примітивної» землі. Він і Джон Кемпбел Меріам обговорили формування групи із назвою «Збережемо Первинну Лігу». Хоча ця група не була створена, Ярд незабаром був запрошений стати одним із засновників Товариства дикої природи. На той час йому було сімдесят чотири роки, він був відомий своєю невтомністю та молодістю; десятиліттями він жартома наполягав колегам, що йому всього 47 років. Товариство було офіційно утворено в січні 1935 року для керівництва охороною дикої природи в США. Серед інших засновників були відомі природоохоронці Роберт Маршалл, Бентон МакКей, Бернард Франк, Олдо Леопольд та Харві Брум. У вересні Ярд видав перший номер журналу товариства, «Жива цілина». Він писав про генезис суспільства: «Товариство дикої природи народжується через надзвичайну ситуацію у сфері охорони природи, яка визнає негайну затримку. Захоплення полягає в тому, щоб побудувати всі можливі автомагістралі скрізь, тоді як мільярди ще можуть бути позичені з нещасливого майбутнього.»
Хоча Маршалл запропонував Леопольду виступити першим президентом суспільства, цю роль у 1937 році прийняв Ярд, а також роль постійного секретаря. Він керував суспільством із свого дому у Вашингтоні, округ Колумбія, і в перші роки його існування одиночно випускав «Живу  цілину», випускаючи один номер щорічно до 1945 року. Ярд виконував більшу частку роботи в перші роки існування Товариства; листувався з іншими природоохоронними групами та відслідковував діяльність Конгресу, пов'язану з територіями дикої природи. Хоча Ярд був набагато старший за деяких його колег, його описували як обережного та неконфліктного лідера.

### Смерть та спадщина
Наприкінці життя, хворіючи на пневмонію, він керував справами суспільства зі свого ліжка. Помер 17 травня 1945 року на 84 -му році життя.
Служба національних парків і те, що зараз називається Національною асоціацією охорони національних парків, залишаються успішними організаціями. Система національних парків Сполучених Штатів охороняє понад 400 об'єктів, що займають площу понад 84 мільйони акрів (340 000 км²) у всіх 50 штатах, Вашингтон, округ Колумбія, Американське Самоа, Гуам, Пуерто-Рико, Сайпан та Віргінські острови. Його робота щодо збереження дикої природи в Сполучених Штатах вціліла. Після його смерті троє членів Товариства дикої природи взяли на себе його різні обов'язки; Бентон МакКей офіційно змінив його на посаді президента, але товариством керували виконавчий секретар Говард Занізер та директор Олаус Мюрі протягом наступних двох десятиліть. Занізер також взяв на себе журнал, зробивши «Живу  цілину» успішним щоквартальним виданням. Випуск журналу «Жива цілина» за грудень 1945 року був присвячений життю та діяльності Ярда; в одній статті, співзасновник Ернест Оберхольцер, написав, що «форма, яку він (Ярд) надав Товариству дикої природи, була увінчанням довічного бачення. Він взявся за це зі свіжістю, яка опиралася його рокам, і виявила, як ніщо інше, життєву силу його натхнення. Мала кількість людей розуміла духовні якості американської природи, і лише одиниці продовжували говорити про це.»
Вплив Ярда на Товариство дикої природи виявився тривалим; він відповідав за ініціативу співпраці з іншими великими групами охорони природи, включаючи Асоціацію національних парків. Він також встановив міцний союз із клубом Сьєрра, заснованим у 1892 році відомим природоохоронцем Джоном Мюром. Цей союз виявився вирішальним під час подання та остаточного прийняття Закону про дикі місця. Акт, підписаний президентом Ліндоном Б. Джонсоном 3 вересня 1964 р., став першою великою перемогою Товариства дикої природи. Написаний Захінізером, він дозволив Конгресу виділити окремі території національних лісів, національних парків та інших федеральних земель для дикої природи, як одиниці, які залишатимуться недоторканними для людей. З моменту заснування до Національної системи охорони дикої природи було додано 111 мільйонів акрів (452 000 км²).

## Список праць
- Видавець(1913)
- Блиск наших національних парків(1916)
- Портфоліо національних парків(1916 та 5 наступних частин[7])
- Вершина континенту(1917)
- Книга національних парків (1919)
- Наші федеральні землі: Роман американського розвитку (1928)